# Zdebořická lípa
Zdebořická lípa je památný strom ve vsi Zdebořice, jihozápadně od Plánice. Lípa velkolistá (Tilia platyphyllos) je největší ze skupiny lip rostoucí před vchodem na hřbitov na návsi; roste v nadmořské výšce 700 m. Obvod jejího kmene měří 526 cm a koruna stromu dosahuje do výšky 28 m (měření 1977). Lípa je chráněna od roku 1978 pro svůj vzrůst.

## Stromy v okolí
- Lípa u kapličky v Obytcích
- Vracovská lípa